# Rhinoptera steindachneri
Rhinoptera steindachneri е вид хрущялна риба от семейство Орлови скатове (Myliobatidae). Видът е почти застрашен от изчезване.

## Разпространение и местообитание
Разпространен е в Гватемала, Еквадор, Колумбия, Коста Рика, Мексико, Никарагуа, Панама, Перу, Салвадор и Хондурас.
Среща се на дълбочина от 3 до 30 m, при температура на водата около 20,9 °C и соленост 34,3 ‰.